# Laponia
Laponia (fiń. Lappi; szw. i norw. Sameland; Lappland; ros. Лапландия, Łapłandija; północnolapoński Sápmi) – region kulturowy i geograficzny w północnej Europie, obejmujący swoim zasięgiem północne części Półwyspu Kolskiego i Półwyspu Skandynawskiego. Leży na terenie czterech państw: Rosji, Finlandii, Szwecji i Norwegii. Zajmuje obszar ok. 380 tys. km². Głównymi ośrodkami miejskimi Laponii są Murmańsk w Rosji, Kiruna w Szwecji, Kautokeino w Norwegii oraz Inari i Rovaniemi w Finlandii.
Rdzenną ludnością całego regionu są Lapończycy (Saamowie), których populację szacuje się na od 60 do 90 tysięcy osób. Obecnie stanowią oni mniejszość wśród mieszkańców Laponii.

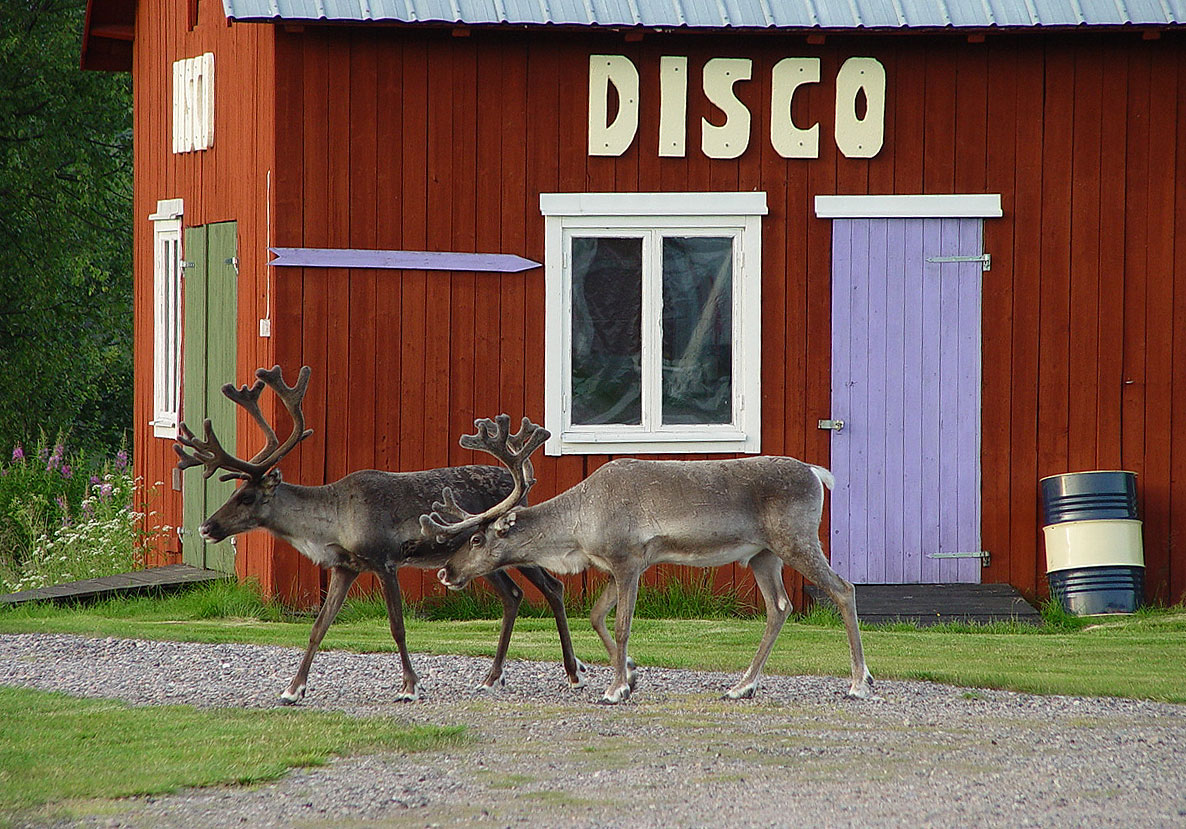
Renifery w Laponii

Od 1996 roku kraina Laponii znajduje się na liście światowego dziedzictwa UNESCO.
Laponia jest uważana za siedzibę Świętego Mikołaja.